# Drosophila ezoana
Drosophila ezoana is een vliegensoort uit de familie van de fruitvliegen (Drosophilidae). De wetenschappelijke naam van de soort is voor het eerst geldig gepubliceerd in 1958 door Takada & Okada.